# Abd al-Ati al-Ubayyidi

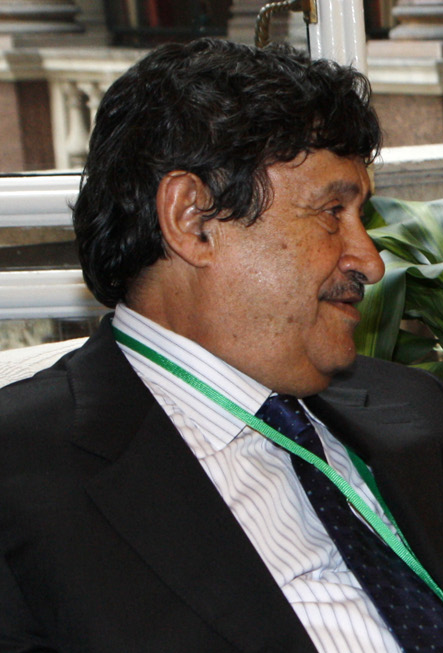
Abd al-Ati al-Ubayyidi, 2010

Abd al-Ati al-Ubayyidi (arabisch عبد العاطي العبيدي ʿAbd al-ʿĀṭī al-ʿUbayyidī; * 10. Oktober 1939; † 16. September 2023) war ein libyscher Politiker. Er war Staatsoberhaupt und Premierminister von Libyen.

## Leben
Al-Ubayyidi war vom 1. März 1979 bis zum 7. Januar 1981 Staatsoberhaupt Libyens. Zuvor war er vom 1. März 1977 an Premierminister des Landes. In der Zeit von 1982 bis 1984 war er als Außenminister tätig und war es seit dem 5. April 2011, im Zuge des Bürgerkriegs, als Nachfolger von Mussa Kussa wieder.
Am 31. August 2011 nahmen ihn Einheiten der Rebellen in Dschansur gefangen.
Al-Ubayyidi starb am 16. September 2023.